# The Hall Effect
The Hall Effect (anteriormente llamados D-MIC y a la vez también conocidos por sus abreviatiras T.H.E) es una banda colombiana de rock formada en el año del 2004 en la ciudad de Bogotá. Actualmente está compuesta por Oscar Correa (vocalista), Juan David Bernal (guitarra), Douglas Bravo (bajo) y Alejandro Duque (batería). Su sonido empezó muy influenciado por los grupos británicos del movimiento musical del rock de los 90's britpop como Oasis, Suede, Elastica, Travis, entre otros. Empezaron cantando en inglés pero ahora aparte del inglés también sus canciones son cantadas en español y francés, actualmente es uno de los grupos más influyentes en la escena independiente en Colombia.
El grupo ha sacado 4 álbumes de estudio "Aim at Me" (2007), "The Hall Effect" (2010), "The Hall Effect Edición Francesa" (2012) y "¿Y Por Que No?" (2014); 2 EP "Elemental I" (2016), "Become" (2007) y han ganado reconocimientos como "Mejor Artista Independiente" en los MTV Video Music Awards Latinoamérica 2007 Su nuevo álbum Y POR QUE NO salió en digital el 27 de mayo del 2014  titulado "¿Y Por Que No?". Han sidos teloneros de bandas tales como: el 28 de julio del 2008 el concierto de Muse en Colombia en el Palacio De Los Deportes, Wolfmother el 14 de octubre del 2009 en París, Francia en el Le Trabendo, Gwen Stefani el 27 de julio de 2007 en el Parque Metropolitano Simón Bolívar de Bogotá, Colombia, Franz Ferdinand el 27 de marzo del 2010 en Corferias Bogotá, Colombia, Aerosmith el 3 de noviembre del 2011 en el Parque Simón Bolívar de Bogotá, Colombia y Pearl Jam el 25 de noviembre de 2015 en el Parque Simón Bolívar de Bogotá, Colombia.
En 2009 se aliaron con el reconocido productor Phil Manzanera para grabar, en ese entonces, su nuevo álbum "The Hall Efect".

## Integrantes

### Formación actual
- Oscar Correa - vocalista
- Juan David Bernal - guitarra
- Douglas Bravo - bajo
- Alejandro Duque - batería

### Exintegrantes
- Luis Fernando Charry - guitarra
- Douglas Bravo - bajo
- John Quijano - bajo
- Luis Fernando García - bajo
- Andrés Rodríguez - batería
- Diego Martínez - teclado y guitarra
- William Suarez - bajo
- Christian Gaitan - batería

## Discografía

### Aim at me(2007)
| CD 1 (Audio CD) |                               |          |  |
| N.º             | Título                        | Duración |  |
| 1.              | «Aim At Me»                   | 4:03     |  |
| 2.              | «Fallen»                      | 3:19     |  |
| 3.              | «Up On The Moon»              | 3:14     |  |
| 4.              | «Become»                      | 3:25     |  |
| 5.              | «Depth [Don..t Explain This]» | 2:45     |  |
| 6.              | «Fading»                      | 3:47     |  |
| 7.              | «Unpure»                      | 4:49     |  |
| 8.              | «Trip Dog»                    | 3:00     |  |
| 9.              | «Not Alone»                   | 3:10     |  |
| 10.             | «Days»                        | 3:41     |  |
| 11.             | «Hope»                        | 4:37     |  |

| CD 2 (Enhanced CD) |                             |          |  |
| N.º                | Título                      | Duración |  |
| 1.                 | «Become [Acoustic Version]» | 4:27     |  |
| 2.                 | «Fallen [Acoustic Version]» | 3:08     |  |
| 3.                 | «Unpure [Acoustic Version]» | 4:25     |  |
| 4.                 | «Away»                      | 3:49     |  |

### The Hall Effect(2010)
| CD 1 (Audio CD) |                  |          |  |
| N.º             | Título           | Duración |  |
| 1.              | «Hitman Story»   | 3:41     |  |
| 2.              | «Dizzy»          | 3:45     |  |
| 3.              | «Shine»          | 4:01     |  |
| 4.              | «Get On It»      | 3:12     |  |
| 5.              | «Hold On»        | 3:58     |  |
| 6.              | «Do Me Wrong»    | 3:56     |  |
| 7.              | «April»          | 3:51     |  |
| 8.              | «King»           | 4:16     |  |
| 9.              | «Queen»          | 4:20     |  |
| 10.             | «The Buzz»       | 3:54     |  |
| 11.             | «Lost and Found» | 3:43     |  |
| 12.             | «Spin Me»        | 3:32     |  |
| 13.             | «Choke»          | 5:11     |  |

### ¿Y Por Que No?(2014)
| (Audio CD) |                                          |          |  |
| N.º        | Título                                   | Duración |  |
| 1.         | «Al Vacío»                               |          |  |
| 2.         | «Te Espero»                              |          |  |
| 3.         | «Adicto»                                 |          |  |
| 4.         | «Gin & Tonic»                            |          |  |
| 5.         | «Yo Quiero (Coolear)»                    |          |  |
| 6.         | «Mariajuana»                             |          |  |
| 7.         | «Solo Tu»                                |          |  |
| 8.         | «Nos Haremos Fuertes»                    |          |  |
| 9.         | «Tu Sabes Lo Que Quieres»                |          |  |
| 10.        | «Del Amor Al Adiós»                      |          |  |
| 11.        | «Nos Haremos Fuertes (Versión Acústica)» |          |  |

### EP
- 2006: "Become"

## Videoclips
- Aim At Me
- Unpure
- Become
- Shine
- Hitman Story
- King
- Te Espero
- Tu Sabes Lo Que Quieres
- My Red Headed Woman